# 80,000 Hours
80,000 Hours (en español 80.000 Horas) es una organización sin ánimo de lucro que realiza investigaciones sobre las carreras profesionales que tienen el mayor impacto social positivo siguiendo los principios del altruismo eficaz y ofrece asesoramiento profesional basado en esas investigaciones. Proporciona este asesoramiento en su sitio web y podcast, y a través de sesiones de asesoramiento individual. 
La organización con sede en Londres forma parte del Centro para el Altruismo Eficaz, afiliado al Centro Uehiro de Ética Práctica de la University of Oxford. El nombre de la organización se refiere a la típica cantidad de tiempo que alguien pasa trabajando durante toda su vida.

## Principios
Según 80.000 Horas, algunas carreras dirigidas a hacer el bien son mucho más efectivas que otras. Evalúan los problemas en los que la gente puede centrarse para resolverlos en términos de su "escala", "negligencia" y "solvencia", mientras que las carreras se califican en función de su potencial de impacto social inmediato, de lo bien que han preparado a alguien para que tenga un impacto más adelante, y de la adecuación personal con el lector.
El grupo hace hincapié en que el impacto positivo de la elección de una determinada ocupación debe medirse por la cantidad de bien adicional que se crea como resultado de esa elección, no por la cantidad de bien que se hace directamente.
Considera formas indirectas de hacer una diferencia, como ganar un alto salario en una carrera convencional y donar una gran parte de él, así como formas más directas, como la investigación científica o la configuración de la política gubernamental.
El filósofo moralista Peter Singer menciona el ejemplo de la banca y las finanzas como una carrera de alto impacto potencial a través de tales donaciones en su TED Talk, "El por qué y el cómo del altruismo efectivo", donde discute el trabajo de 80,000 Hours.